# Totenkrone

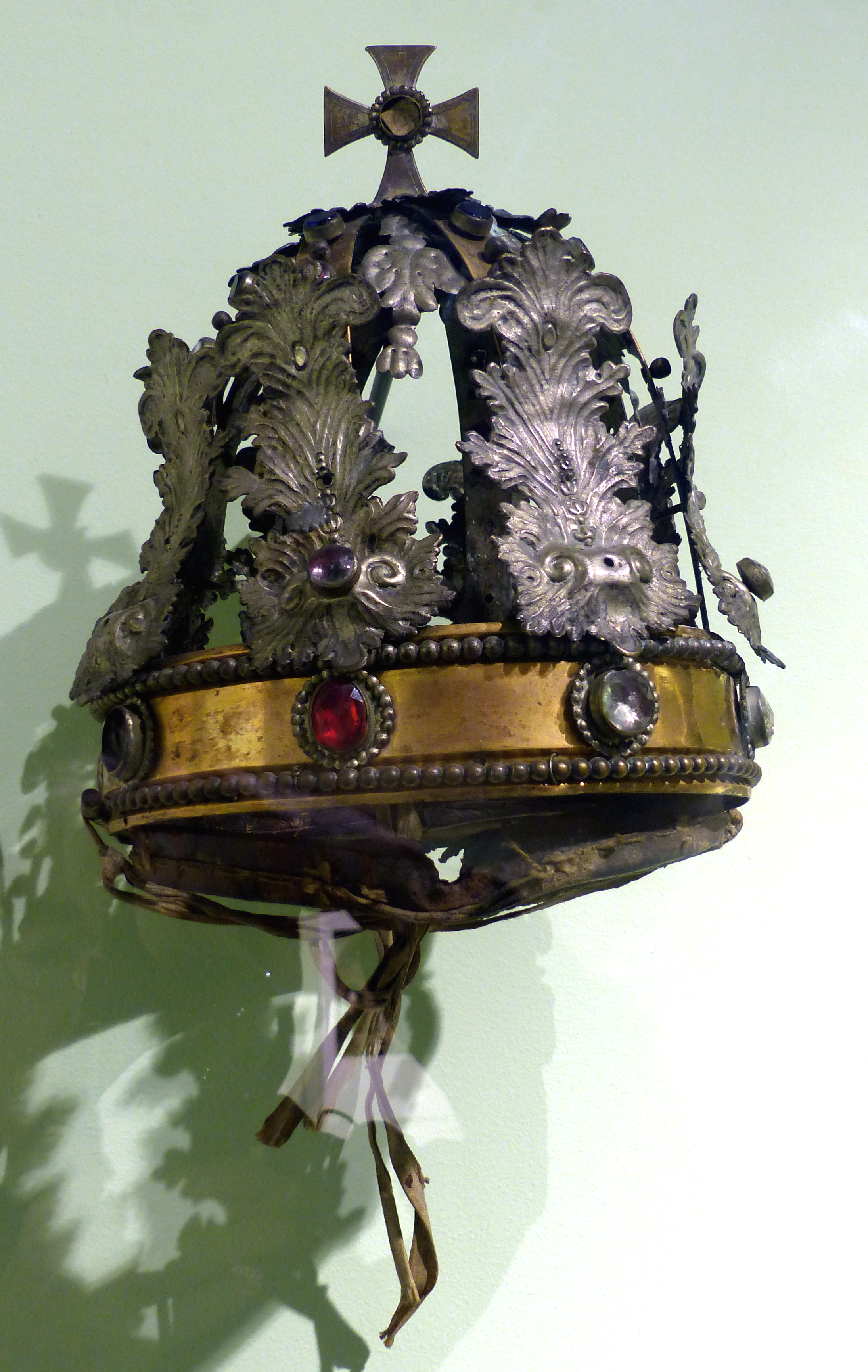
Totenkrone aus Franken, Schloss Ratibor (Roth)

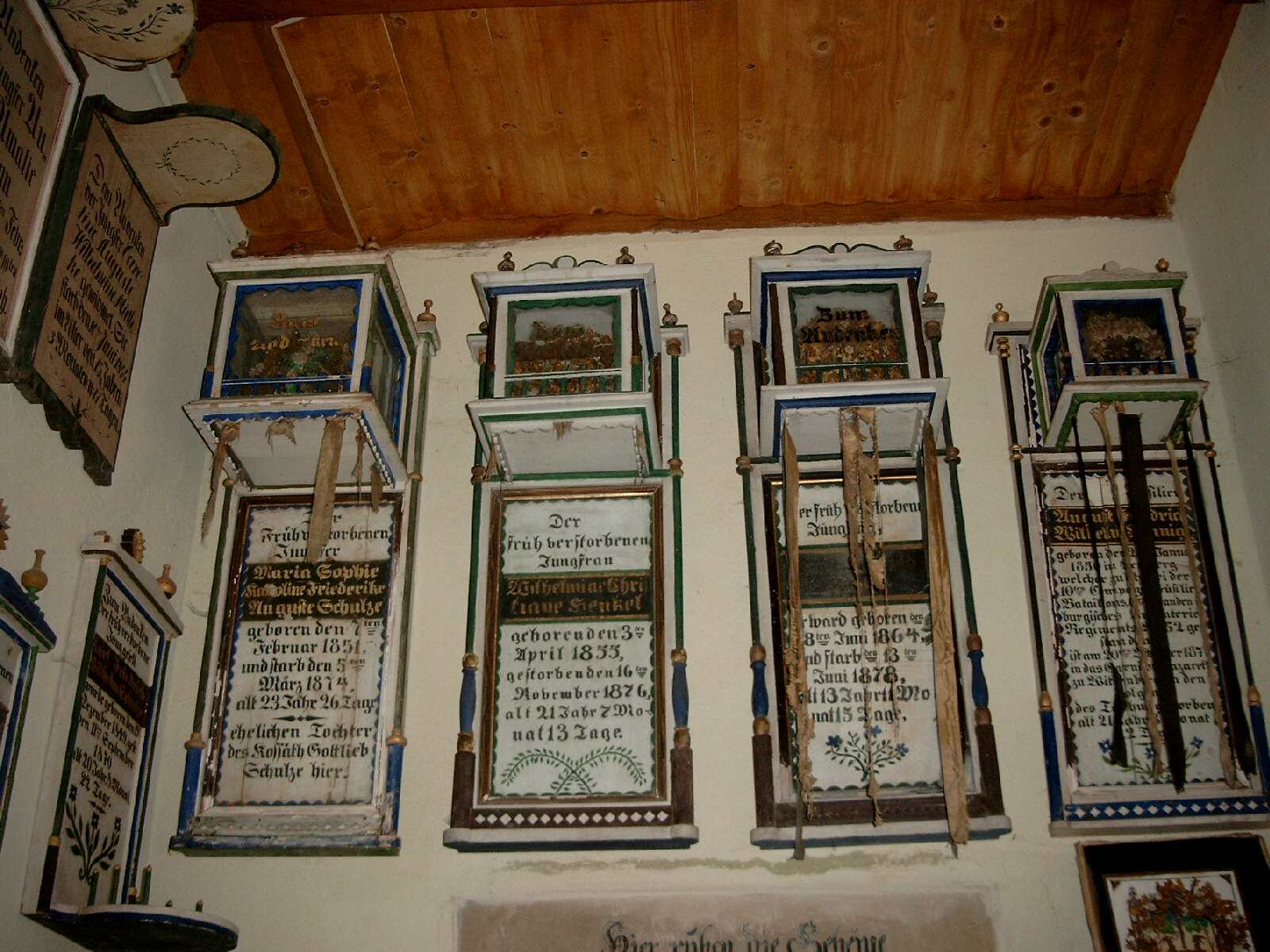
Ensemble von Totenkronen, Dorfkirche Herzberg (Rietz-Neuendorf)

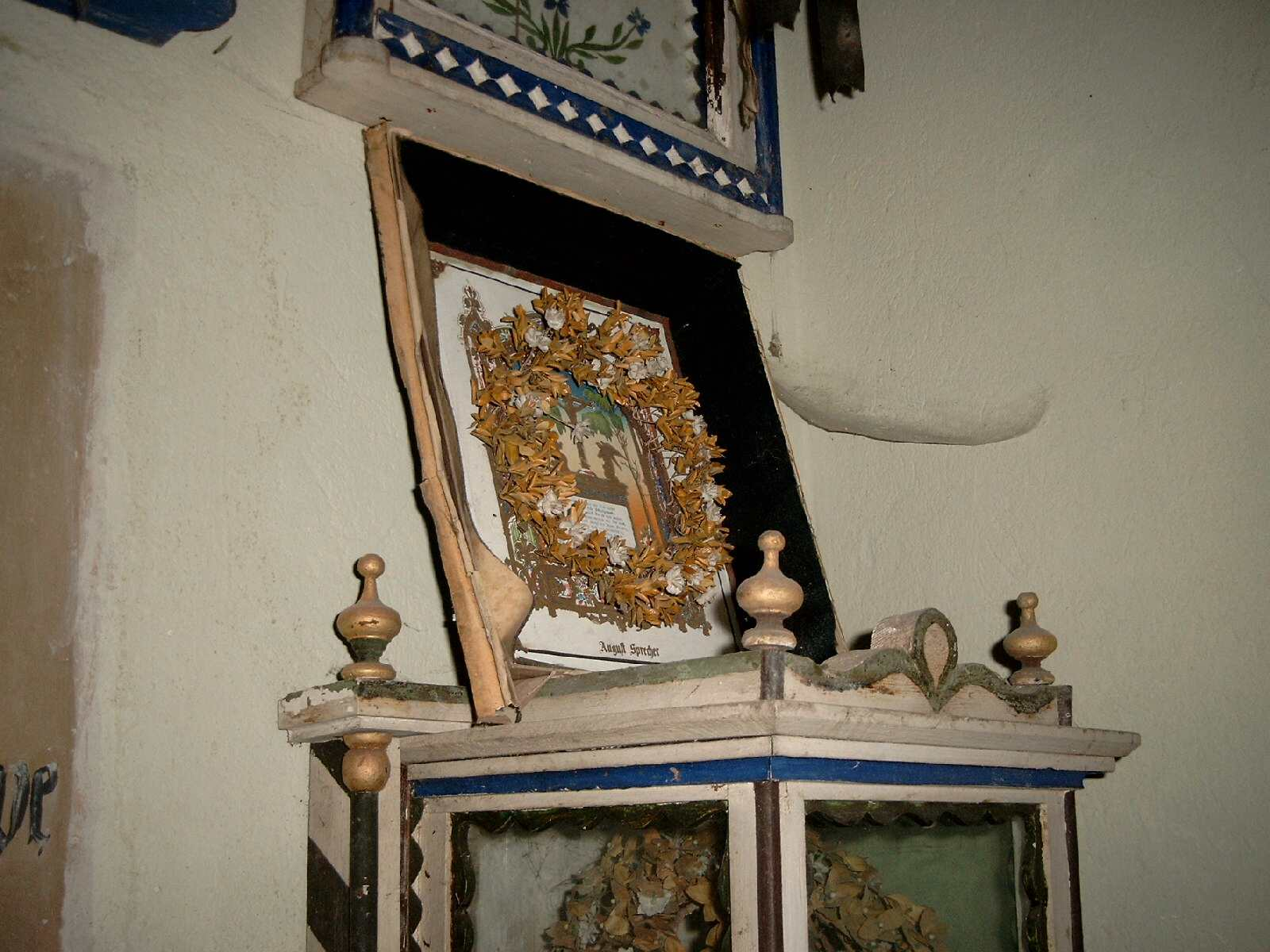
Totenkranz, Dorfkirche Herzberg (Rietz-Neuendorf)

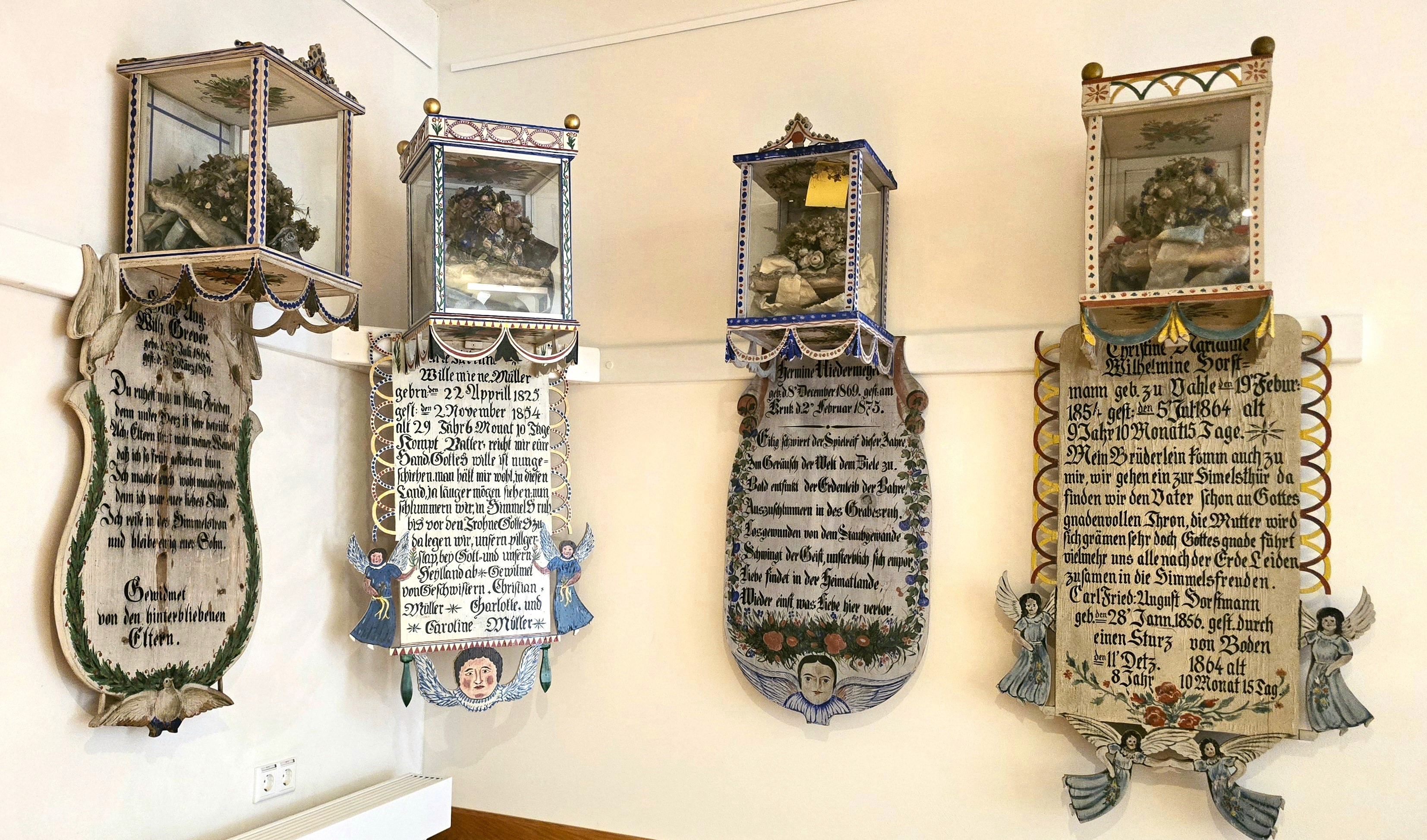
Totenkronen in zeitgenössischen Glasvitrinen im Museum Uslar

Die Totenkrone war ein Schmuckgegenstand bei der Bestattung von Säuglingen und Kindern oder jung verstorbenen Ledigen. Belege dafür gibt es aus dem gesamten europäischen Raum und für die Zeit vom Ende des 16. bis zum 19. Jahrhundert, vereinzelt noch bis ins 20. Jahrhundert.

## Gebrauch der Totenkrone
Ursprünglich waren die Totenkronen Grabbeigaben, die den Verstorbenen in die Hand oder den Arm gedrückt wurden oder neben den Kopf gelegt wurden. Weil die Totenkronen immer aufwendiger und teurer wurden, wurde es üblich, die Krone als Leihgabe der Kirche zu verwenden, die nach dem Begräbnis wieder zurückgegeben wurde.
Eine der ersten Untersuchungen zum Gebrauch von Totenkronen wurde zu Beginn des 20. Jahrhunderts durch Otto Lauffer unternommen.
Im Forschungsprojekt Atlas der deutschen Volkskunde wurde in den frühen 1930er Jahren auch eine Frage zur Verwendung der Totenkrone gestellt. Es wurden dabei 100.000 Einzelangaben aus 20.000 deutschsprachigen Gemeinden ausgewertet. Trotz Unzulänglichkeiten bezüglich der Fragestellungen – wie etwa die Vorgabe des Begriffs „Totenkrone“, die in verschiedenen Landstrichen unterschiedlich bezeichnet wird – lieferte die Studie eine Grundlage für die Analyse des mit der Totenkrone verbundenen Brauchtums. Dabei lassen aber die bisher (Stand 2009) vorliegenden Forschungsergebnisse noch nicht zu, eine feste Chronologie des Rituals aufzustellen.

### Totenkronen im Landkreis Fürth
Totenkronen wurden im heutigen Landkreis Fürth im 17. Jahrhundert verstorbenen unverheirateten Frauen, Junggesellen und Kindern entweder auf den Sarg gelegt oder als Totenschmuck als Grabbeigabe beigelegt. Bei Ausgrabungen im Jahre 2009 auf dem Gelände eines ehemaligen Friedhofs in Fürth wurden dabei vollständige Totenkronen geborgen. Diese Kronen bestanden aus Silberdraht, in die Glas oder Edelsteine eingearbeitet waren.
Die letzte Gemeinde im Landkreis Fürth, die eine Totenkronze besitzt, ist Seukendorf.

### Totenkronen im Altenburger Land
In der Dorfkirche in Dobraschütz erhielten sich auf einem Epitaph 13 Totenkronen aus der Zeit zwischen 1791 und 1813. Drei weitere Epitaphe waren auf dem Kirchboden vorzufinden. Totenkronen und Epitaphe wurden 2017 komplett restauriert und sind vollständig in der Kirche ausgestellt.
Bei einer dieser Totenkronen gelang die Zuordnung zu einem 1811 an Scharlach verstorbenen, 13-jährigen Jungen.

### Totenkronen im Landkreis Northeim
Das Museum Uslar besitzt eine Sammlung von 27 Totenkronen, die aus der Dorfkirche von Vahle stammen (2 Exemplare befinden sich noch vor Ort). Sie stammen aus dem Zeitraum zwischen 1814 und 1875.

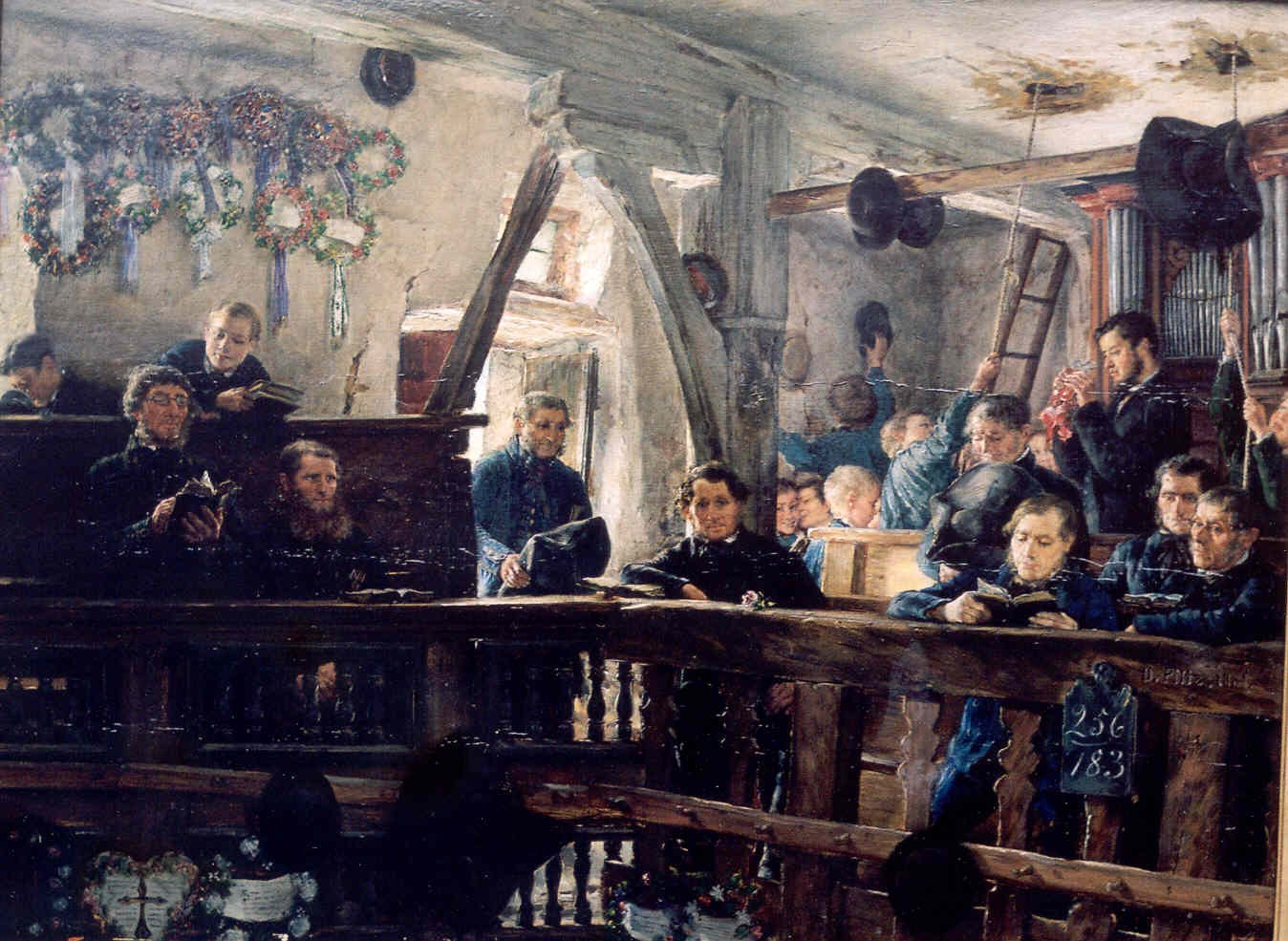
Otto Piltz, Auf dem Ersten Stand (Empore der Dorfkirche).

### Totenkronen im Marburger Land

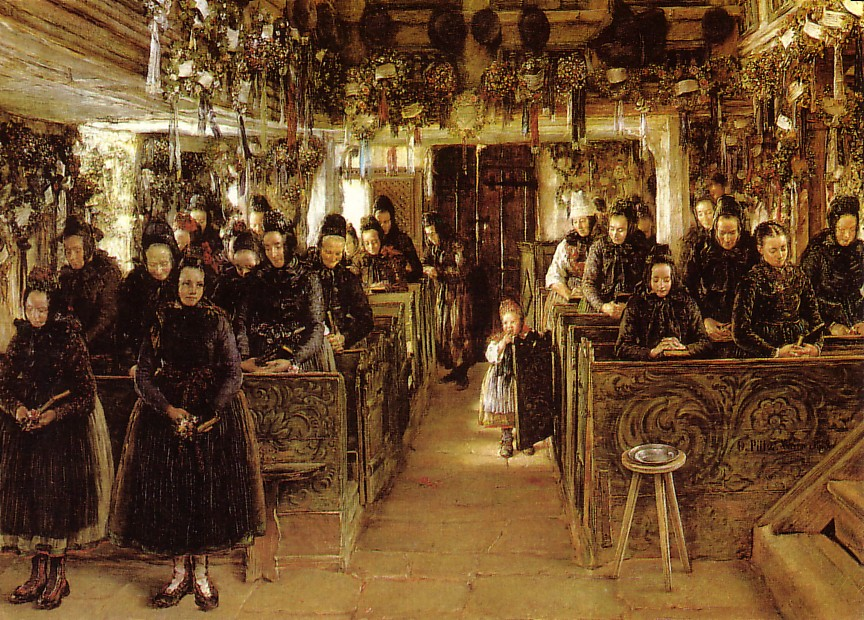
Otto Piltz, Frauen beten das Vaterunser (Erdgeschoss der Dorfkirche)

Der Genremaler Otto Piltz hielt sich von 1879 bis 1884 regelmäßig in Cappel bei Marburg auf und malte dort unter anderem Innenansichten der Dorfkirche. Sie zeigen die Art und Weise, wie Totenkronen damals im Kirchenraum angebracht waren. von besonderem Interesse erscheint in diesem Zusammenhang, dass bei archäologischen Ausgrabungen an der Gemeindekirche von Marburg-Moischt, mindestens zwei frühneuzeitliche Gräber freigelegt werden konnten, in denen den Verstorbenen Totenkronen, bestehend aus farbigen, hohlgeblasenen Glaskugeln und zu floralen Ornamenten gebogene Bronzedrähte, beigegeben worden waren.

### Totenkronen in der Oberlausitz (Kamenz/Sachsen)
Einer der bisher größten bekannten Bestände von historischen Totenkronen hat sich in der sächsischen Stadt Kamenz erhalten. Insgesamt bewahren das Stadtmuseum (Malzhaus) und die evangelisch-lutherische Kirchgemeinde eine Sammlung von mehr als 160 Kronen, neun gläsernen Totenkästen sowie drei großen Totenkronenregalen, die teilweise noch mit floralem Schmuck verziert sind. Die Totenkästen, die heute in der Kamenzer St.-Just-Kirche und im Sakralmuseum St. Annen ausgestellt sind, stammen aus dem Zeitraum von 1753 bis 1840 und decken die Blütezeit dieser Sepulkralkultur annähernd in ihrer ganzen Breite ab. Der Bestand erlaubt einen Überblick über die kultur- und kunsthistorisch wichtige Tradition der Totenkronen in Sachsen. Die Totenkästen enthalten zahlreiche handschriftliche oder gedruckte Texte, die soziologische Einblicke geben in die frühere Trauer- und Beerdigungskultur. So liest man im Totenkasten für den 1840 verstorbenen Carl August Schmidt: „Leser der Du einst dieses findest, wisse: diese Kränze reichten eine Anzahl junge Freunde und Freundinnen einem der bravsten und besten Jünglinge, und weinten herzlich um ihn als ihn der unerbittliche Tod aus Ihrer Mitte entriss […].“ Zahlreiche dieser Totenkronen konnten 2018 restauriert und in einer Publikation der Öffentlichkeit zugänglich gemacht werden.

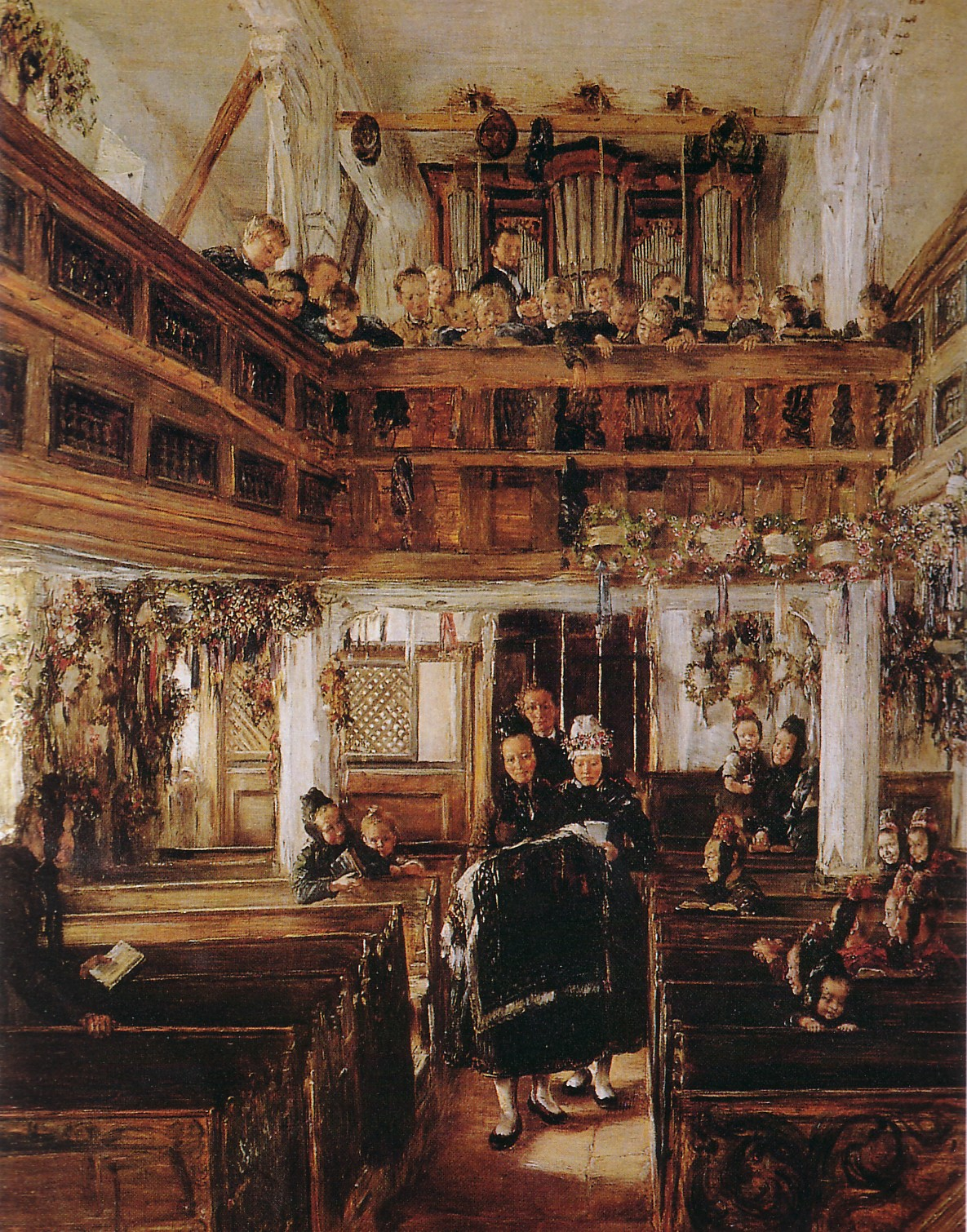
Otto Piltz, Kindstaufe in Cappel.